# William Alwyn
William Alwyn, född 7 november 1905, död 11 september 1985, var en brittisk kompositör.
Alwyn skrev länge i en konservativt romantisk tradition men utvecklade med tiden större djup och originalitet, bland annat i sin sångcykel Mirages (1970) och i sina fem symfonier, särskilt nummer 5 (1973). Bland hans övriga verk märks en pianokonsert, en violinkonsert samt sviter, ouvertyrer med mera för orkester. Bland hans operor återfinns en version av August Strindbergs pjäs Fröken Julie kallad Miss Julie (1977).